# Adrian Porumboiu
Adrian Porumboiu (Bodzavásár, 1950. szeptember 27. –) román nemzetközi labdarúgó-játékvezető.

## Pályafutása

### Nemzeti játékvezetés
Játékvezetésből 1976-ban Bodzavásárban vizsgázott. Vizsgáját követően a Buzău megyei Labdarúgó-szövetség által üzemeltetett labdarúgó bajnokságokban kezdte sportszolgálatát. A Román labdarúgó-szövetség Játékvezető Bizottságának (JB) minősítésével 1982-től a Liga 2, majd 1984-től Liga I játékvezetője. Küldési gyakorlat szerint rendszeres partbírói, majd 4. bírói szolgálatot is végzett. A nemzeti játékvezetéstől 1997-ben visszavonult. Liga I mérkőzéseinek száma: 239. Ez a szám 1982–2009 között román csúcs volt, amit Pavel Cristian Balaj játékvezetőnek sikerült megdöntenie. Az első osztályban vezetett 239 mérkőzésével az 5. helyen áll a romániai labdarúgó-játékvezetők között.

### Nemzetközi játékvezetés
A Román labdarúgó-szövetség JB  terjesztette fel nemzetközi játékvezetőnek, a Nemzetközi Labdarúgó-szövetség (FIFA) 1986-tól tartotta nyilván bírói keretében. A FIFA JB központi nyelvei közül az angolt beszéli. Több nemzetek közötti válogatott, valamint UEFA-kupa, Európa-liga, és UEFA-bajnokok ligája klubmérkőzést vezetett, vagy működő társának partbíróként segített. A román nemzetközi játékvezetők rangsorában, a világbajnokság-Európa-bajnokság sorrendjében többedmagával a 16. helyet foglalja el 2 találkozó szolgálatával. A  nemzetközi játékvezetéstől 1995-ben a FIFA 45 éves korhatárát elérve búcsúzott. Válogatott mérkőzéseinek száma: 7.

#### Labdarúgó-Európa-bajnokság
Az 1996-os labdarúgó-Európa-bajnokságon az UEFA JB játékvezetőként foglalkoztatta.
| Időpont           | Helyszín                | Mérkőzés típusa           | Mérkőzés                   | Eredmény | Nézők száma |
| ----------------- | ----------------------- | ------------------------- | -------------------------- | -------- | ----------- |
| 1995. április 26. | Razdan Stadion, Jereván | előselejtező (2. csoport) | Örményország–Spanyolország | 0 – 2    | 35 000      |
| 1995. június 7.   | Dinamo Stadion, Minszk  | előselejtező (5. csoport) | Fehéroroszország–Hollandia | 1 – 0    | 28 000      |

---
Az 1993-as női labdarúgó-Európa-bajnokság selejtezőjében az Európai Labdarúgó-szövetség (UEFA)JB játékvezetőként foglalkoztatta.
| Időpont           | Helyszín                | Mérkőzés típusa           | Mérkőzés              | Eredmény | Nézők száma |
| ----------------- | ----------------------- | ------------------------- | --------------------- | -------- | ----------- |
| 1991. október 27. | Torpedo Stadion, Pernik | előselejtező (8. csoport) | Bulgária–Magyarország | 0 – 1    | 800         |

#### A magyar labdarúgó-válogatott mérkőzései (1902–1929)
| Időpont             | Helyszín                | Mérkőzés típusa          | Mérkőzés            | Eredmény | Nézők száma |
| ------------------- | ----------------------- | ------------------------ | ------------------- | -------- | ----------- |
| 1995. augusztus 16. | Bányász Stadion, Siófok | 697. válogatott mérkőzés | Magyarország–Izrael | 0 – 2    | 10 000      |

#### Nemzetközi kupamérkőzések

##### UEFA-kupa
| Időpont              | Helyszín                      | Mérkőzés típusa        | Mérkőzés                                              | Eredmény |
| -------------------- | ----------------------------- | ---------------------- | ----------------------------------------------------- | -------- |
| 1994. szeptember 13. | Marcel Saupin Stadion, Nantes | első kör (1. mérkőzés) | FK Teksztilscsik Kamisin (orosz)–Békéscsabai Előre SE | 6 – 1    |

## Sportvezetőként
Az aktív játékvezetést befejezve 1998-tól a román JB Fegyelmi Bizottságát vezette. 1989-től üzleti vállalkozásai miatt szövetségi ellenőrként tevékenykedik. Üzleti vállalkozásai révén (mezőgazdaság, élelmiszeripar) az FC Vaslui főrészvényese.